# 白沙双盖蕨
白沙双盖蕨（学名：Diplazium basahense）为蹄盖蕨科双盖蕨属下的一个种。

## 扩展阅读
- 維基物種上的相關：白沙双盖蕨